# Hadar

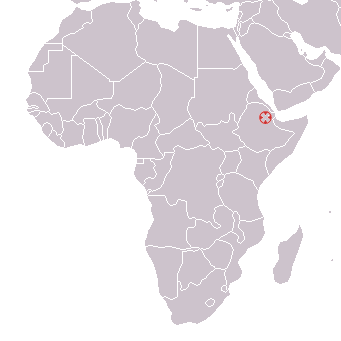
Hadar im nördlichen Ostafrika

Hadar (in der Afar-Sprache Ahdi d’ar oder Adda Da’ar, wörtlich: „Vertrag des Flusses“) ist eine archäologische und paläoanthropologische Fundstätte am Fluss Awash im Afar-Dreieck, Äthiopien. An den zum Awash und zu anderen Tieflagen, wie zum Beispiel an den zum namensgebenden Trockenfluss Ahdi d’ar, steil abfallenden Hängen, wurden zahlreiche Fossilien von Australopithecus afarensis entdeckt, nachdem der französische Geologe Maurice Taieb Ende 1970 das Gelände erstmals erkundet hatte. Bekanntester Fund ist das 1974 von Donald Johanson entdeckte Fossil „Lucy“, das auf ein Alter von 3,2 Millionen Jahren (mya) radiometrisch datiert wurde.

## Forschung

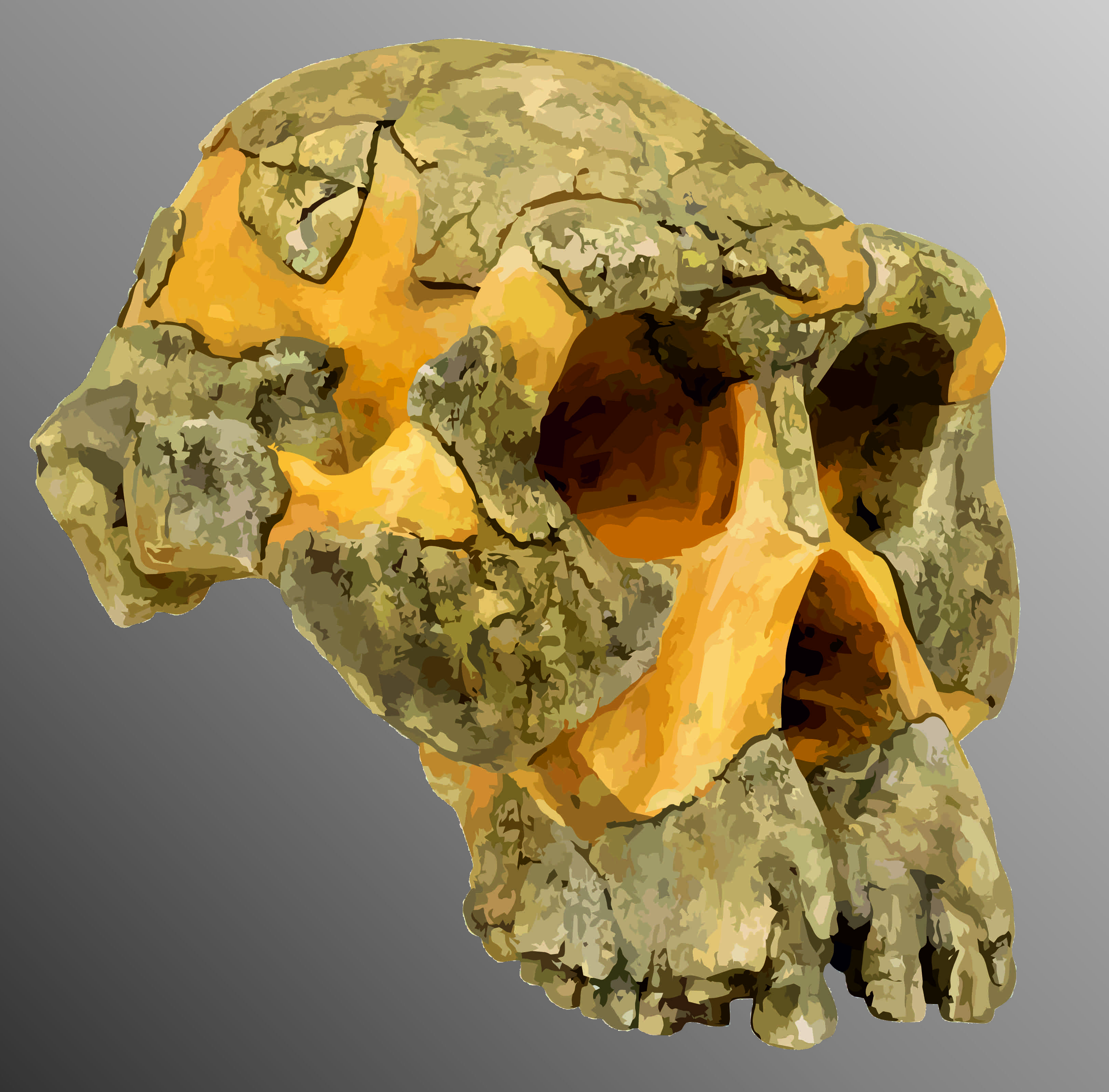
Der Schädel AL 444-2 (Nachbildung)

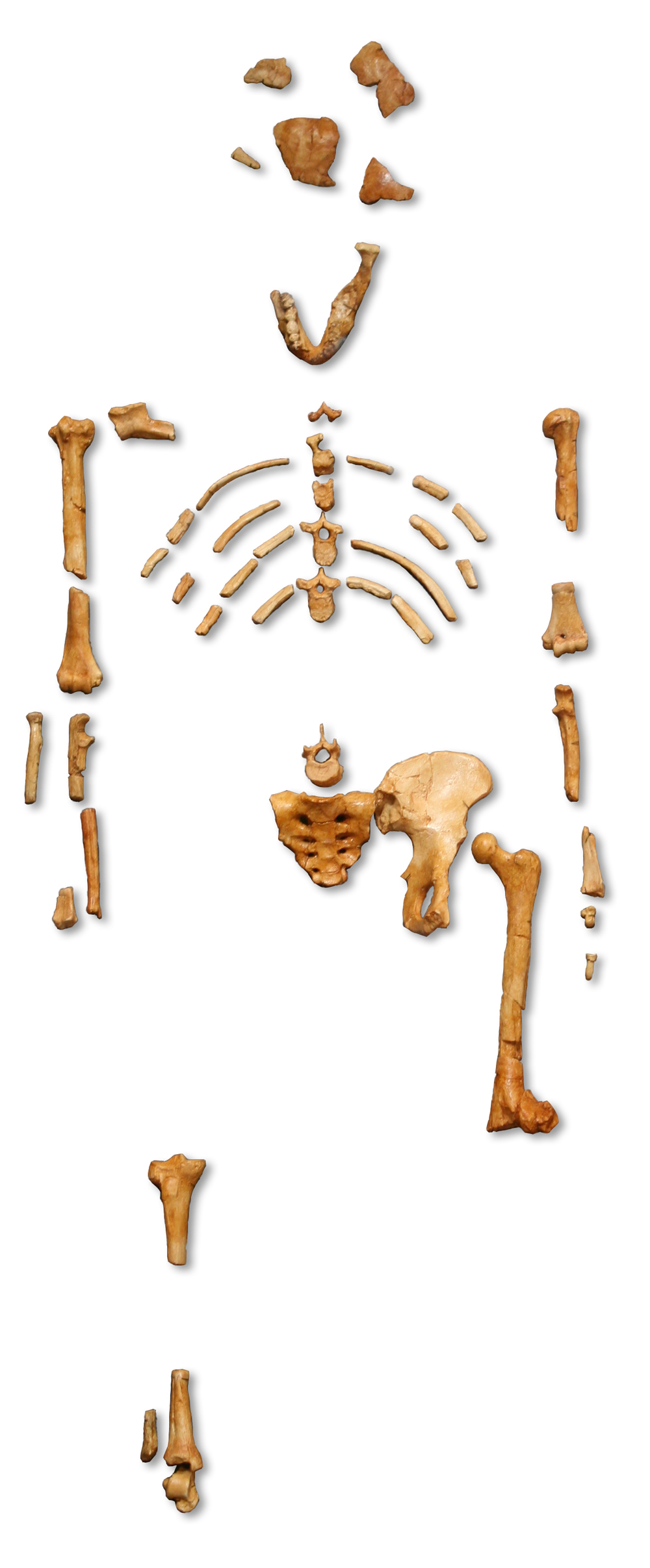
Das Fossil Lucy (Nachbildung)

Das von Maurice Taieb für seine Doktorarbeit erkundete und von ihm Hadar benannte Gebiet wurde von Donald Johanson als unwirtliche „Badlands“ bezeichnet. Das hügelige, durch starke Erosionserscheinungen geprägte Gelände besteht überwiegend aus verschiedenen Lockergesteinen, namentlich Sand, Schluff und vulkanischer Asche. Das absolute Alter der Fossilien lässt sich daher recht genau radiometrisch datieren, da es in dieser Region in erdgeschichtlicher Vergangenheit häufig zu Vulkanausbrüchen gekommen ist und die dabei entstandenen Aschelagen als Zeitmarker genutzt werden können.
Johanson war 1972 gemeinsam mit dem französischen Paläoanthropologen Yves Coppens und dem US-amerikanischen Geologen Jon Kalb von Taieb eingeladen worden, die gemeinsam finanzierte International Afar Research Expedition zu gründen. Bereits im Herbst 1973 während ihrer ersten Grabungsperiode wurde ein bedeutender Fund gemacht: Das Fossil AL 129-1 (AL = Afar Locality) war das erste Kniegelenk einer fossilen Art der Hominini, das entdeckt wurde; einige Jahre später wurde es der 1978 neu eingeführten Art Australopithecus afarensis zugeordnet. Im November 1974 wurde „Lucy“ (Sammlungsnummer: AL 288-1) geborgen, und im November 1975 folgte die Entdeckung von AL 333; unter dieser Sammlungsnummer wurden rund 240 Knochen von insgesamt 17 Individuen vereint, die vermutlich gemeinsam zu Tode gekommen waren und am Rande eines Flussbetts angeschwemmt wurden. Eine weitere Besonderheit ist das von Yoel Rak entdeckte Fossil AL 444-2, ein 1994 wissenschaftlich beschriebener, zu mehr als 75 Prozent vollständiger Schädel von Australopithecus afarensis. Alle Funde von Australopithecus afarensis sind zwischen 3,4 und 3,2 Millionen Jahre alt. Insgesamt wurden in Hadar mehr als 400 Fossilien von Australopithecus afarensis geborgen – 90 Prozent aller bislang bekannten Belege für diese Art.
In einer jüngeren Schicht – 2,33 ± 0,07 Millionen Jahre alt – wurde der Oberkiefer AL 666-1 entdeckt, der 1998 Homo habilis zugeschrieben wurde. Noch etwas jünger sind Steinwerkzeuge vom Typus Oldowan.
In der Nähe von Hadar – in Aramis – wurden zahlreiche weitere hominine Fossilien gefunden, unter anderem Ardi, ein weiblicher Ardipithecus ramidus. Aus der Fundstelle Dikika wurden zudem das besonders gut erhaltene Fossil DIK 1-1 (ein sehr gut erhaltener jugendlicher, weiblicher Australopithecus afarensis) und die ältesten bisher entdeckten Steinwerkzeuge geborgen. Das Gebiet gilt daher als eine der Geburtsstätten der Menschheit.

## Belege
1. ↑  Jon Kalb: Adventures in the Bone Trade. The Race to Discover Human Ancestors in Ethiopia's Afar Depression. Copernicus Books, New York 2001, ISBN 0-387-98742-8, S. 84.
2. ↑  Donald Johanson und Blake Edgar: Lucy und ihre Kinder. 2. aktualisierte und erweiterte Auflage. Elsevier Verlag, München 2006, S. 21, ISBN 978-3-8274-1670-4.
3. ↑  Donald Johanson: Face to Face with Lucy’s Family. In: National Geographic. März 1996, S. 96–117.
4. ↑  William H. Kimbel, Donald C. Johanson und Yoel Rak: The first skull and other new discoveries of Australopithecus afarensis at Hadar, Ethiopia. In: Nature. Band 368, 1994, S. 449–451, doi:10.1038/368449a0.
5. ↑  William H. Kimbel, Yoel Rak, Donald C. Johanson et al.: A.L. 444-2: The Skull as a Whole. In: Dieselben: The Skull of Australopithecus afarensis. Oxford University Press, Oxford 2004, doi:10.1093/oso/9780195157062.003.0006.
6. ↑  Eintrag Hadar in: Bernard Wood (Hrsg.): Wiley-Blackwell Encyclopedia of Human Evolution. Wiley-Blackwell, 2011, ISBN 978-1-4051-5510-6.
7. ↑   William H. Kimbel, Donald C. Johanson und Yoel Rak: Systematic assessment of a maxilla of Homo from Hadar, Ethiopia. In: American Journal of Physical Anthropology. Band 103, Nr. 2, 1997, S. 235–262, doi:10.1002/(SICI)1096-8644(199706)103:2<235::AID-AJPA8>3.0.CO;2-S.

Koordinaten: 11° 19′ 0″ N, 40° 35′ 0″ O